# Club Atlético de Madrid 1947-1948
Questa voce raccoglie le informazioni riguardanti il Club Atlético de Madrid nelle competizioni ufficiali della stagione 1947-1948.

## Stagione
Nella stagione 1947-1948 i Colchoneros, che ebbero cambiato denominazione in Club Atlético de Madrid abbandonando definitivamente il riferimento di associazione militare, allenati da Emilio Vidal terminarono il campionato al terzo posto, a soli quattro punti dal Barcellona e col miglior attacco della Liga. Il 23 novembre 1947, la partita d'andata del derbi madrileño contro il Real Madrid si concluse 5-0 a favore dei Rojiblancos, risultato che ancora oggi rappresenta la più ampia vittoria dell'Atlético sul Real. In Coppa del Generalísimo l'Atlético Madrid fu invece eliminato ai quarti di finale dal Celta Vigo, finalista di quell'edizione.

## Maglie e sponsor
| Manica sinistra · Manica sinistra · Maglietta · Maglietta · Manica destra · Manica destra · Pantaloncini · Calzettoni |

## Rosa
| N. |                      | Ruolo | Calciatore           |
| -- | -------------------- | ----- | -------------------- |
| -  | Spagna (bandiera)    | P     | José Luis Saso       |
| -  | Spagna (bandiera)    | P     | Antonio Pérez Balada |
| -  | Spagna (bandiera)    | D     | José Luis Riera      |
| -  | Argentina (bandiera) | D     | José Valdivieso      |
| -  | Spagna (bandiera)    | D     | José Arnau Serrano   |
| -  | Spagna (bandiera)    | D     | Juan José Mencía     |
| -  | Spagna (bandiera)    | D     | Carlos Basabe        |
| -  | Spagna (bandiera)    | C     | Alfonso Aparicio     |
| -  | Spagna (bandiera)    | C     | Alfonso Silva        |
| -  | Spagna (bandiera)    | C     | Julián Cuenca        |

| N. |                     | Ruolo | Calciatore                 |
| -- | ------------------- | ----- | -------------------------- |
| -  | Spagna (bandiera)   | C     | Manuel Santana Farias      |
| -  | Spagna (bandiera)   | C     | Manuel Jorge Sosa          |
| -  | Paraguay (bandiera) | C     | Rubén Aveiro Insfrán       |
| -  | Spagna (bandiera)   | A     | Adrián Escudero            |
| -  | Spagna (bandiera)   | A     | José Luis Prado            |
| -  | Spagna (bandiera)   | A     | Francisco Campos Salamanca |
| -  | Spagna (bandiera)   | A     | Antonio Vidal              |
| -  | Spagna (bandiera)   | A     | Manuel Torres Díaz         |
| -  | Spagna (bandiera)   | A     | José Juncosa               |
| -  | Spagna (bandiera)   | A     | Mauricio Matías Bonías     |

## Risultati

### Primera División

#### Girone d'andata
| Arbitro: | Fernando Aurre Larrea |

|               |           |           |
| Guillamón 28’ | Marcatori | 10’ Silva |

| Arbitro: | Ramón Melcón Bartolomé |

|                                                                                      |           |  |
| Silva 3’, 14’ Vidal 15’ Cuenca 18’ (rig.), 54’ (rig.) Campos 40’, 49’ Valdivieso 72’ | Marcatori |  |

| Arbitro: | Ramón Azón Roma |

|                                    |           |                          |
| Vidal 7’, 11’, 81’ Campos 32’, 61’ | Marcatori | 25’ Segarra 67’ Sospedra |

| Arbitro: | Eduardo Iturralde Gorostiaga |

|                                    |           |           |
| Igoa 3’ Ibáñez 39’ (rig.) Gago 59’ | Marcatori | 52’ Vidal |

| Arbitro: | Francisco Echave Michelena |

|             |           |          |
| Juncosa 77’ | Marcatori | 8’ Zarra |

| Arbitro: | Julián Arqué Martín |

|                  |           |                      |
| Domingo 41’, 62’ | Marcatori | 12’ Campos 70’ Jorge |

| Arbitro: | Eduardo Iturralde Gorostiaga |

|                          |           |                       |
| Vidal 48’, 61’ Jorge 75’ | Marcatori | 37’ Estruch 78’ Costa |

| Arbitro: | José Fombona Fernández |

|                                 |           |             |
| Peralta 21’ Aparicio 89’ (aut.) | Marcatori | 13’ Juncosa |

| Arbitro: | José Fombona Fernández |

|                                                    |           |  |
| Escudero 12’ Campos 30’ Juncosa 42’, 67’ Vidal 74’ | Marcatori |  |

| Arbitro: | Fernando Aurre Larrea |

|                        |           |            |
| César 35’ Gonzalvo 87’ | Marcatori | 12’ Campos |

| Arbitro: | José Fombona Fernández |

|                                            |           |              |
| Cuenca 39’ (rig.) Valdivieso 42’ Silva 81’ | Marcatori | 15’ Zubeldía |

| Arbitro: | Agustín Vilalta Bars |

|                                    |           |            |
| Castivia 17’ Vázquez 60’ Alsúa 85’ | Marcatori | 62’ Campos |

| Arbitro: | Ramón Melcón Bartolomé |

|                                                    |           |                                |
| Aveiro 12’ Escudero 28’, 38’ Silva 67’ Juncosa 82’ | Marcatori | 65’ Méndez 85’ Pío 86’ Sánchez |

#### Girone di ritorno
| Arbitro: | Celestino Rodríguez Mato |

|                                                 |           |                            |
| Juncosa 4’ Silva 8’ Vidal 44’, 55’ Escudero 87’ | Marcatori | 24’, 58’ Araújo 84’ Pineda |

| Arbitro: | José María Rivero Lecuona |

|             |           |                     |
| Navarro 70’ | Marcatori | 3’ Vidal 9’ Juncosa |

| Arbitro: | Antonio Jáuregui Ansó |

|                            |           |                     |
| Sospedra 32’ Hernández 77’ | Marcatori | 44’ Jorge 55’ Silva |

| Arbitro: | Alfredo Ferrer Clavel |

|                       |           |                    |
| Juncosa 13’ Vidal 46’ | Marcatori | 73’ Gago 79’ Monzó |

| Arbitro: | Manuel Asensi Martín |

|  |           |              |
|  | Marcatori | 63’ Escudero |

| Arbitro: | Ramón Azón Roma |

|                                         |           |  |
| José Luis 4’ Vidal 8’, 84’ Escudero 44’ | Marcatori |  |

| Arbitro: | Julián Arqué Martín |

|           |           |  |
| Núñez 81’ | Marcatori |  |

| Arbitro: | José Fombona Fernández |

|                                              |           |                          |
| Juncosa 19’, 72’, 78’ Escudero 23’ Vidal 34’ | Marcatori | 6’ Peralta 35’ Taltavull |

| Arbitro: | Ramón Azón Roma |

|           |           |              |
| Alsúa 31’ | Marcatori | 23’ Escudero |

| Arbitro: | Francisco Echave Michelena |

|                       |           |                        |
| Silva 7’ Escudero 81’ | Marcatori | 7’ Florencio 24’ César |

| Arbitro: | Antonio Jáuregui Ansó |

|                                        |           |              |
| Pahiño 14’ Hermida 47’, 86’ Aretio 86’ | Marcatori | 40’ Escudero |

| Arbitro: | José Soler Llop |

|                                  |           |                               |
| Escudero 13’ Vidal 29’, 71’, 82’ | Marcatori | 8’ Gastón 26’ Pérez 87’ Alsúa |

| Arbitro: | Francisco Giménez Molina |

|                    |           |                                                           |
| Pío 65’ Mújica 89’ | Marcatori | 35’ Campos 49’, 87’ Silva 63’, 74’, 81’ Juncosa 67’ Vidal |

### Copa del Generalísimo
| Arbitro: | Julián Arqué Martín |

|                       |           |  |
| Vidal 2’ Escudero 15’ | Marcatori |  |

| Barcellona 9 maggio 1948 Ottavi di finale – Ritorno | Barcellona           | 0 – 0 referto | Atlético Madrid | Les Corts\| Arbitro: \| Manuel Asensi Martín \| |
| Arbitro:                                            | Manuel Asensi Martín |               |                 |                                                 |

| Arbitro: | Alfredo Ferrer Clavel |

|                                                 |           |                                           |
| Juncosa 37’, 44’ Mesa 63’ (aut.) Silva 70’, 89’ | Marcatori | 18’, 31’, 56’ Pahiño 21’ Muñoz 28’ Aretio |

| Arbitro: | Rafael Tamarit Falaguera |

|                        |           |           |
| Aretio 35’ Hermida 50’ | Marcatori | 31’ Jorge |

### Copa Presidente FEF
| Arbitro: | Eduardo Iturralde Gorostiaga |

|                               |           |  |
| Besabe 4’, 43’ Silva 50’, 53’ | Marcatori |  |

## Statistiche

### Statistiche di squadra
| Competizione           | Punti | Totale | Totale | Totale | Totale | Totale | Totale | DR  |
| Competizione           | Punti | G      | V      | N      | P      | Gf     | Gs     | DR  |
| ---------------------- | ----- | ------ | ------ | ------ | ------ | ------ | ------ | --- |
| Primera División       | 32    | 26     | 13     | 7      | 6      | 73     | 45     | +28 |
| Coppa del Generalísimo | -     | 4      | 1      | 2      | 1      | 8      | 7      | +1  |
| Totale                 | 32    | 30     | 14     | 7      | 7      | 81     | 52     | +29 |